# Antônio Augusto Tupynambá
Antônio Augusto Tupynambá (Montes Claros, 17 de julho de 1909 — Montes Claros, março de 1986) foi um médico sanitarista, cientista, parasitologista e Fazendeiro brasileiro, que trabalhou como clínico e pesquisador. 

## Família
O Dr. Antônio Augusto Tupynambá nasceu em Montes Claros a 17 de julho de 1909. Descendente das mais tradicionais famílias baianas, foram seus pais: o distinto Sebastião Leal Tupynambás e Dona Maria Alzira Teixeira Tupynambá.
Sua mãe, D. Maria Alzira, era filha do baiano Dr. Antônio Rodrigues Teixeira, que por sua vez era filho de José Rodrigues Teixeira e dona Maria Epifânia Simões de Paiva. Descendente de ilustre família do Recôncavo Baiano, o Dr. Antônio Rodrigues Teixeira diplomou-se em Medicina, exercendo a clínica em Salvador. Ocupou, na sua terra, elevadas posições, quer na Monarquia, quer na República. Foi Deputado Provincial, Estadual e Senador, cargo no qual presidiu a corporação de que fazia parte (foi Presidente do Senado). Transferindo sua residência para Montes Claros, aqui exerceu a sua profissão de médico, por 12 anos, com a mesma elevação de sentimentos com que sempre procedia na sociedade, onde era querido, e respeitado. Desempenhou o cargo de Promotor de Justiça do Têrmo de Montes Claros, o qual ainda ocupava, quando faleceu. Era Comendador da Ordem da Rosa e Cavaleiro de Cristo. Casou-se, em seu Estado, com dona Joana Meireles Viana Teixeira.
O seu pai, Sebastião Leal Tupynambás, por sua vez, era filho de Dona Felicidade Perpétua da Silveira Leal (natural de Mato Verde, era tia de Olegário Augusto da Silveira, avô de Darcy Ribeiro da Silveira e Mário Ribeiro da Silveira) e do Major Domingos Garcia Leal Tupynambás, baiano natural de Caetité, descendente direto dos Garcia d'Ávila da Casa da Torre, e, portanto, do Caramuru. O Major Tupynambá, como era chamado, enviuvou-se na Bahia (onde deixou os filhos de seu primeiro consórcio), decidindo-se partir para Minas, "em busca da felicidade": e, coincidentemente, em Mato Verde, conhecera a também viúva Felicidade Perpétua, com a qual, já casados, em busca de progresso, chegaram, em 1892, a Montes Claros. O major Tupynambá, com efeito, era um grande proprietário de terras, na Bahia; um verdadeiro latifundiário - e um negociante de grosso trato. Lá, dava-se ao cultivo do cacau, que era o forte da época; bem como à criação de gado de corte. Sua tropa (transporte da época), em verdade, era escolhida a dedo, causando inveja aos ricos fazendeiros. Fora, ainda, grande proprietário de escravos, tendo sempre se destacado pelo bom trato aos seus; tanto é verdade, que seu melhor (e inseparável) amigo, era um ex-escravo seu, José Pacheco de Melo, o qual trouxe consigo para Montes Claros, ademais a uma grande comitiva: entre eles, seu sócio, Cristino Faria (que se casou com a filha do primeiro consórcio de Dona Felicidade Perpétua). Com este, abriram, em Montes Claros, a Firma Tupynambá & Faria: embora, por lei municipal, tiveram sua entrada proibida; mas não se podia proibir a entrada de elementos de progresso, segundo a Câmara Municipal, que se reuniu, extraordinariamente, e revogou a lei que proibia o estabelecimento da Firma Tupynambá & Faria, a qual já contava com 80 contos de réis em mercadoria, organizado nas prateleiras. Com efeito, o Major Tupynambá deu-se ao comércio (como ávido negociante de grosso trato), à agropecuária (possuindo, também ali, em Montes Claros, diversas fazendas: entre elas, a "Fazenda do Melo", que compreendia os atuais bairros: São Luiz, Ibituruna e Melo - onde suas ruas possuem nomes indígenas, à sua homenagem, além de ter herdado o nome da fazenda), ao jornalismo, e à política. O Major Tupynambá e Dona Felicidade Perpétua tiveram 4 filhos, quais sejam: Sebastião Leal Tupynambás, Tobias Leal Tupynambás, Domingos Garcia Leal Tupynambás Filho (os três nascidos em Mato Verde), e Felicidade Leal Tupynambás (nascida em Montes Claros). Sebastião Tupynambá atuou como agrônomo licenciado, fazendeiro, jornalista, e no comércio e na política, em Montes Claros.

## Biografia
Nasce, em 15 de julho de 1909, em Montes Claros, o dr. Antônio Augusto Tupynambá, filho de Sebastião Leal Tupynambá e Maria Alzira Teixeira Tupynambá. Esperto e interessado, fêz o curso primário em sua cidade natal, e o secundário no Colégio Grambery, um dos mais tradicionais de Juiz de Fora. Diplomou-se em medicina pela UFMG, de Belo Horizonte. Exerceu as funções de médico do Instituto Ezequiel Dias, de Belo Horizonte; e do Instituto Oswaldo Cruz, do Rio de Janeiro. É fazendeiro, criador e invernista no município de Burarama (atual Capitão Enéas).
Na década de 1930, ingressou na Faculdade de Medicina de Minas Gerais, mostrando grande interesse pela parasitologia e pela pesquisa científica. Em março de 1937, é convidado a trabalhar no departamento de parasitologia com os Drs. Amilcar Vianna Martins e Valdemar Versiane, no Instituto Ezequiel Dias, em Belo Horizonte, no qual publicou diversos artigos sobre o assunto.
Durante este período, Antonio Augusto Tupinambá se dedicou à pesquisa da Doença de Chagas. Realizou diversas expedições científicas pelo interior do Estado de Minas Gerais, chegando a examinar cerca de 7 330 barbeiros infectados. Realizou também um estudo sobre a distribuição geográfica da "Tripanomiase americana", em companhia do Dr. Cicílio Romanã. Alem de contribuir para o estudo sobre a esquistossomose na lagoa da Pampulha, em Belo Horizonte.
Em 1938, começou a lecionar na Faculdade de Medicina de Minas Gerais, na cadeira de Parasitologia. No ano seguinte, estendeu sua docência para as cadeiras de "Clínica de Doenças Infecciosas e Tropicais" e depois para a de Historia Natural.
Em agosto de 1939, foi designado a assumir a chefia do serviço antiofídico do Instituto Ezequiel Dias, mas mantinha as excursões científicas pelo interior de Minas.
Na década de 1940, foi convidado a trabalhar no Instituto Osvaldo Cruz, no Rio de Janeiro. Sua principal atividade era as expedições científicas pelo Brasil. Através das pesquisas, Tupynambá descobriu duas espécies novas de animais no interior do Rio Grande do Sul, em São Miguel. Em reconhecimento ao seu trabalho científico, os animais receberam seu nome como homenagem, o barbeiro "Panstrongylus tupinambai" e o flebótomo "Phebotomus tupinambai".
Em junho de 1945, Antonio Augusto Tupinambá se casa com Terezinha do Menino Jesus Corrêa Machado e se muda para Montes Claros, onde cria seus 06 filhos (Eduardo, advogado e jurista; Ricardo, economista; Cláudio, engenheiro; Marízia, Psicologa; Antonio Augusto Filho Engenheiro Civil; e Ivana, Economista).
No mesmo ano do casamento, Antonio Augusto Tupynambá abandona a carreira de cientista e passa a se dedicar à pecuária bovina em suas fazendas nos municípios de Capitão Enéas, Montes Claros e Engenheiro Navarro (Norte de Minas). "Ele ficou decepcionado porque não concordava com a interferência política na ciência e tecnologia. Por isso, decidiu deixar de ver a academia", conta seu filho primogênito, o Professor Doutor Eduardo Machado Tupynambá, que pertence ao corpo docente da Faculdade de Direito da Universidade Estadual de Montes Claros (Unimontes).
Em 1969, junto com renomados asklepianos, como o Dr. Romildo Borges Mendes (marido de sua prima, D. Terezinha de Lélis), o Dr. Mário Ribeiro da Silveira (seu primo), o Dr. Hermes Augusto de Paula etc, o Dr. Antônio Augusto Tupynambá fundou a Faculdade de Medicina de Montes Claros, integrando seu Corpo Docente.
Em março de 1986, aos 76 anos de idade, morre em Montes Claros de endocardite bacteriana.

## Feitos
Na Funed, onde, a partir de 1937, atuou no departamento de parasitologia, ao lado dos cientistas Amilcar Vianna Martins e Valdemar Versiane, dedicou-se à pesquisa da doença de Chagas. Além de publicar diversos trabalhos sobre o assunto, Tupynambá realizou inúmeras expedições científicas pelo interior mineiro e chegou a examinar cerca de 7 330 barbeiros. "O doutor Antonio Augusto Tupynambá fez as expedições científicas num período em que era difícil viajar pelo interior, devido à falta de infraestrutura e más condições de transporte. Muitas vezes, ele viajava a cavalo. Era preciso levar também a alimentação, pois as viagens demoravam vários dias", afirma a historiadora Fabiana Melo Neves, do Centro de Informação Científica e Cultural da Funed, que guarda um acervo do pesquisador. 
Ela ressalta a importância das descobertas de Tupynambá, que também fez um estudo sobre a distribuição geográfica da doença de Chagas, identificando as áreas endêmicas da moléstia, em parceria com o tropicologista argentino Cecíilio Romaña.
Tupynambá contribuiu ainda com estudos sobre a ocorrência da esquistossomose na Lagoa da Pampulha, em Belo Horizonte. A coordenadora do Laboratório de Parasitologia da Fundação Ezequiel Dias, Eliana Furtado Moreira, destaca a importância de estudos realizados na primeira metade do século 20 por pesquisadores como Tupynambá para a descoberta dos vetores e avanços no diagnóstico e busca do tratamento das doenças parasitárias. Ela salienta que foram homens como Tupynambá que deram sequência a trabalhos como o de Carlos Chagas. 
"Com a identificação das espécies de barbeiros e do mosquito flebótono, transmissores das doenças, foi possível avançar nos diagnósticos. Isso foi muito importante para a melhoria das ações de saúde pública de controle e prevenção", afirma a coordenadora. O laboratório da Funed é referência nacional para o diagnóstico da doença de Chagas e para a leishmaniose.
Em 1938, o pesquisador de Montes Claros começou a lecionar na Faculdade de Medicina da UFMG, assumindo a cadeira de parasitologia. Também foi responsável pelas aulas de clínica de doenças infecciosas e tropicais e de história natural. Na década de 1940, foi convidado a trabalhar na Fundação Oswaldo Cruz (Instituto Manguinhos), no Rio de Janeiro. Passou a comandar expedições científicas pelo interior do Brasil.
De acordo com o professor de Direito Eduardo Tupynambá, um dos filhos do cientista, a pedido de Getúlio Vargas, ele viajou para o Rio Grande do Sul, precisamente na região de São Miguel, onde fez estudos sobre espécies de mosquitos. Lá, identificou uma das espécies do flebótomo, que recebeu o seu nome: Phlebotomus tupynambai.

## Homenagens
As pesquisas na área de parasitologia tiveram grande avanço graças ao pesquisador mineiro Antonio Augusto Tupynambá. Graças a ele, foram descobertas espécies de barbeiros transmissores da doença de Chagas e do mosquito flebótono, transmissor da leishmaniose visceral, também conhecida como calazar. Antonio Augusto Tupynambá é citado em diversas publicações científicas internacionais. 
Em reconhecimento ao seu trabalho, duas espécies descobertas por ele receberam o seu nome: o barbeiro Panstrongylus tupynambai e Phlebotomus tupynambai. O pesquisador teve o interesse despertado para a parasitologia e para a pesquisa científica ao ingressar na Faculdade de Medicina da Universidade Federal de Minas Gerais (UFMG), na década de 1930. O mineiro trabalhou nos mais importantes centros de pesquisa do país, entre os quais o Instituto Ezequiel Dias, atual Fundação Ezequiel Dias (Funed), de Belo Horizonte; e Fundação Oswaldo Cruz (Fiocruz), no Rio de Janeiro.
Em junho de 2008, a FUNED (Fundação Ezequiel Dias) realizou Exposição em seu "Centro de Informação Científica, Histórica e Cultural" (CENINF) sobre personalidades de destaque na saúde pública, política e ciência de Minas Gerais e do Brasil. Foram exibidas as trajetórias profissionais de grandes vultos, que marcaram também a construção da Fundação Ezequiel Dias: entre eles, o pesquisador Antônio Augusto Tupynambá, "que é considerado um clássico da parasitologia".

## Agropecuária
O Dr. Antônio Augusto Tupynambá tinha muito gosto à vida agropecuária; não à toa, foi um dos fundadores e ex-presidente da "Sociedade Rural de Montes Claros". Uma de suas fazendas, em Burarama, de 1450 alqueires mineiros, foi considerada Fazenda-Modelo a nível nacional, por uma das maiores revistas especializadas da área. Tempos depois, esta mesma fazenda fora invadida por membros do MST, tendo sido depredada.